# Protobothrops
Protobothrops (лат.) — род ядовитых змей семейства гадюковых. Насчитывает 14 видов.
Общая длина представителей этого рода колеблется от 70 см до 1,5 м. Голова плоская, заострённая, края сильно выпуклые. Глаза большие, зрачки вертикальные. Шея чётко обозначена, передняя часть туловища тонкая, постепенно расширяющаяся до середины тела. Хвост умеренной длины. Окраска зелёного, коричневого, оливкового цвета с тёмными пятнами или крапинками.
Любят лесистую, горную местность, плантации. Активны ночью. Питаются грызунами, земноводными, ящерицами и птицами. Это яйцекладущие змеи.
Распространены в южной, юго-восточной и восточной Азии.

## Виды
- Protobothrops cornutus — Рогатая куфия[2]
- Protobothrops dabieshanensis
- Protobothrops elegans
- Protobothrops flavoviridis — Жёлто-зелёная куфия[2]
- Protobothrops himalayanus
- Protobothrops jerdonii
- Protobothrops kaulbacki
- Protobothrops mangshanensis
- Protobothrops maolanensis
- Protobothrops mucrosquamatus
- Protobothrops sieversorum
- Protobothrops tokarensis
- Protobothrops trungkhanhensis
- Protobothrops xiangchengensis